# Лу Руа-Леколліне
Лу Руа́-Леколліне́ (фр. Lou Roy-Lecollinet; нар. 1 серпня 1996, Франція) — французька акторка.

## Біографія
Лу Руа-Леколліне навчалася в ліцеї міста Сен-Мор-де-Фоссе, коли за порадою свого викладача з драматичного мистецтва пройшла кастинг для зйомок у фільмі Арно Деплешена «Три спогади моєї юності». Перша головна роль Лу в кіно не залишилася непоміченою пресою, а у 2016 році вона була номінована на здобуття французької національної кінопремії «Сезар» у категорії «Найперспективніша акторка».

## Фільмографія
| Рік  | Українська назва        | Оригінальна назва              | Роль  |
| ---- | ----------------------- | ------------------------------ | ----- |
| 2015 | Три спогади моєї юності | Trois souvenirs de ma jeunesse | Естер |
| 2015 | Молодь                  | Jeunesse                       |       |
| 2016 | Черепаха                | La Tortue                      | Жулі  |
| 2016 | Чоловічок               | Petit Homme                    | Нат   |

## Визнання
| Рік             | Категорія/Нагорода        | Фільм                   | Результат | Результат |
| --------------- | ------------------------- | ----------------------- | --------- | --------- |
| Премія «Люм'єр» |                           |                         |           |           |
| 2016            | Найперспективніша акторка | Три спогади моєї юності | Номінація |           |
| Премія «Сезар»  |                           |                         |           |           |
| 2016            | Найперспективніша акторка | Три спогади моєї юності | Номінація | [ 3 ]     |